# Костобобрівська сільська рада
Костобо́брівська сільська́ ра́да — адміністративно-територіальна одиниця та орган місцевого самоврядування в Семенівському районі Чернігівської області. Адміністративний центр — село Костобобрів.

## Загальні відомості
Костобобрівська сільська рада утворена у 1924 році.
- Територія ради: 71,08 км²
- Населення ради: 840 осіб (станом на 2001 рік)

## Населені пункти
Сільській раді були підпорядковані населені пункти:
- с. Костобобрів
- с. Сергіївське

## Склад ради
Рада складалася з 12 депутатів та голови.
- Голова ради: Рубан Любов Іванівна
- Секретар ради: Пильцьова Світлана Петрівна

### Керівний склад попередніх скликань
| Прізвище, ім'я, по батькові | Основні відомості                                                         | Дата обрання | Дата звільнення |
| --------------------------- | ------------------------------------------------------------------------- | ------------ | --------------- |
| Рубан Любов Іванівна        | Сільський голова, 1963 року народження, освіта вища, член Народної партії | 26.03.2006   | 31.10.2010      |
| Рубан Любов Іванівна        | Сільський голова, 1963 року народження, освіта вища, член Народної партії | 31.10.2010   |                 |

Примітка: таблиця складена за даними сайту Верховної Ради України

### Депутати
За результатами місцевих виборів 2010 року депутатами ради стали:

#### За суб'єктами висування
| Суб'єкт висування               | Кількість обраних депутатів | %    |
| ------------------------------- | --------------------------- | ---- |
| Партія регіонів                 | 5                           | 41,7 |
| Народна партія                  | 3                           | 25   |
| Комуністична партія України     | 2                           | 16,7 |
| Політична партія «Наша Україна» | 1                           | 8,3  |
| Самовисування                   | 1                           | 8,3  |

#### За округами
| № округу                        | Прізвище, ім'я, по батькові    | Дата визнання обраним | Освіта  | Партійна приналежність                        | Відомості про обраного депутата                          |
| ------------------------------- | ------------------------------ | --------------------- | ------- | --------------------------------------------- | -------------------------------------------------------- |
| Комуністична партія України     |                                |                       |         |                                               |                                                          |
| 11                              | Галутва Лариса Василівна       | 03.11.2010            | середня | член Комуністичної партії України             | Костобобрівська сільська рада, прибиральниця             |
| 12                              | Дворецька Марія Миколаївна     | 03.11.2010            | середня | член Комуністичної партії України             | Костобобрівський сільський будинок культури, директор    |
| Народна Партія                  |                                |                       |         |                                               |                                                          |
| 1                               | Полторацька Євдокія Миколаївна | 03.11.2010            | середня | член Народної партії                          | Костобобрівська сільська рада, головний бухгалтер с/ради |
| 3                               | Душина Раїса Василівна         | 03.11.2010            | середня | член Народної партії                          | Костобобрівський сільгоспкомунгосп, директор             |
| 4                               | Пильцова Світлана Петрівна     | 03.11.2010            | середня | позапартійна                                  | тимчасово не працює                                      |
| Партія регіонів                 |                                |                       |         |                                               |                                                          |
| 2                               | Завадська Раїса Олексіївна     | 03.11.2010            | середня | член Партії регіонів                          | ПП «Гавій В. В.», продавець                              |
| 6                               | Зверьок Олександр Васильович   | 03.11.2010            | середня | член Партії регіонів                          | Костобобрівська загальноосвітня школа, вихователь        |
| 7                               | Любочко Сергій Володимирович   | 03.11.2010            | вища    | член Партії регіонів                          | ПСП «Зірка», агроном                                     |
| 9                               | Циганок Світлана Миколаївна    | 03.11.2010            | вища    | позапартійна                                  | Костобобрівська загальноосвітня школа, вчитель           |
| 10                              | Перекута Віра Матвіївна        | 03.11.2010            | середня | член Партії регіонів                          | ПП «Гавій В. В.», продавець                              |
| Політична партія «Наша Україна» |                                |                       |         |                                               |                                                          |
| 5                               | Тупиця Василина Сергіївна      | 03.11.2010            | вища    | позапартійна                                  | Костобобрівська загальноосвітня школа, вчитель           |
| Самовисування                   |                                |                       |         |                                               |                                                          |
| 8                               | Чапля Лариса Олександрівна     | 03.11.2010            | середня | член Всеукраїнського об'єднання «Батьківщина» | Костобобрівська сільська бібліотека, бібліотекар         |